# إريك فيغيروا
إريك فيغيروا (بالسويدية: Erik Figueroa) (4 يناير 1991 في السويد - ) هو لاعب كرة قدم سويدي في مركز الوسط. لعب مع نادي هاماربي لكرة القدم.

## وصلات خارجية
- إريك فيغيروا على موقع اتحاد السويد (السويدية)
- إريك فيغيروا على موقع قاعدة بيانات كرة القدم.إي يو (الإنجليزية)
- إريك فيغيروا على موقع Soccerway.com (الإنجليزية)
- إريك فيغيروا على موقع عالم كرة القدم.نت (الإنجليزية)